# Джессіка Фавр
Джессіка Фавр (2 травня 1995) — швейцарська стрибунка у воду. Учасниця Чемпіонату світу з водних видів спорту 2019, де в стрибках з 3-метрового трампліна посіла 20-те місце.